# آنتونی اندرسون
آنتونی اندرسون (انگلیسی: Anthony Anderson؛ زاده ۱۵ اوت ۱۹۷۰) یک هنرپیشه اهل ایالات متحده آمریکا است. وی از سال ۱۹۹۵ میلادی تاکنون مشغول فعالیت بوده‌است.

## گزیده فیلم‌شناسی
فهرست برخی از فیلم‌هایی که آنتونی اندرسون در آنها به ایفای نقش پرداخته است:
- زندگی
- رومئو باید بمیرد
- آرتور و نامرئی‌ها
- خانه مامان بزرگ
- من، خودم و آیرین
- زخم‌های خروج
- جک کانگورو
- زاده برای مرگ
- فیلم ترسناک ۳
- مأمور کدی بنکس ۲: مقصد لندن
- شتاب و طغیان
- شنل قرمزی
- فیلم ترسناک ۴
- رفتگان
- نقشه جایگزین
- تبدیل‌شوندگان
- جیغ ۴
- سال بزرگ
- مبارزه کینه
- تحت‌تعقیب‌ترین‌های مالیبو
- شما مردم
- قانون و نظم (مجموعه تلویزیونی)